# Oliver Chesler
Oliver Chesler (New York, 20 januari 1970) is een Amerikaanse hardcore- en technoproducer en eigenaar van het platenlabel Things To Come. In Nederland is hij het meest bekend binnen de hardcorescene en onder de naam The Horrorist en daarbij horende liveact. In het buitenland staat hij meer bekend als een techno producer. Ook maakt hij muziek die zich het best laat categoriseren als electro, EBM en terror/speedcore. Zelf omschrijft hij zijn muziek als "doomcore".

## Biografie
Oliver Chesler is afkomstig uit New York en zijn interesse in het maken van muziek begon aan het eind van de jaren 80. Zijn vader was leraar op een school en was op een dag thuisgekomen met allerlei synthesizers. Deze waren samen met de muzieklessen wegbezuinigd van school. Hierdoor kreeg Oliver interesse in het maken van muziek.
Echt serieus nam hij dat niet, totdat hij in contact kwam met de plaatselijke techno- en ravescene. Dat inspireerde hem om serieus bezig te gaan met het maken van muziek en in 1992 bracht hij zijn eerste plaat uit samen met John Selway onder de naam Disintergrator voor het label Industrial Strength. Uit deze samenwerking kwamen meerdere platen onder meerdere namen voort. Maar Oliver wilde graag gebruikmaken van uitgebreide vocals in zijn muziek, terwijl John Selway de voorkeur gaf aan instrumentale muziek en de nadruk wilde leggen op techno. Hierdoor besloot Oliver om zich meer te gaan richten op zijn solo projecten.
Zijn inspiratie voor zijn nummers haalde hij uit zijn verleden in de undergroundscene van New York en de daarbij horende levensstijl. Hij maakte allerlei dingen mee die bepalend zouden worden voor zijn teksten, zoals drugsmisbruik en geweld. Later kreeg hij ook een auto-ongeluk als gevolg van het gebruik van ecstasy. Hierdoor belandde hij voor drie dagen in het ziekenhuis en ontwikkelde psychische klachten waar hij een half jaar last van hield. Daardoor kreeg hij de behoefte om zijn verhalen te vertellen en zijn visie op de wereld te ontvouwen. Deze verhalen werden schijnbaar door sommigen bestempeld als 'horror'. Hierin vindt dus de naam The Horrorist zijn oorsprong.
Oliver Chesler is de broer van Alexander Chesler, die onder de naam Acrosome ook EBM en electro muziek produceert. Sommige nummers zijn ook het resultaat van hun samenwerking. Tevens treden ze soms samen op met hun liveact.

## Muzikale stijl
De muziek van Oliver Chesler is behalve door techno en hardcore ook beïnvloed door bands als Depeche Mode, Front 242, Nitzer Ebb, The Klinik en Skinny Puppy. Verder wordt zijn stijl getypeerd door het gebruik van vocals, waarmee hij de eerste was binnen de hardcore. Sommige van zijn nummers zijn in de Duitse taal uitgevoerd.
De onderwerpen in zijn muziek worden gekenmerkt door ironie en cynisme. Sommige nummers van The Horrorist, bijvoorbeeld Heed The World, In The Year Of 1999 en I Declare worden door critici beschouwd als een uiting van wat zij noemen het 'Messias-complex'. In deze nummers wordt vaak verwezen naar het streven van machtig rijk en een nieuwe (eind)tijd. Ook wordt er door hem opgeroepen hem te volgen in een nieuwe stroming ("the new direction"), waarvan de ideologie niet verder duidelijk wordt gemaakt behalve het streven naar macht (wat wel blijkt uit de titel Ich habe die Macht).

### Successen
De grote doorbraak van Oliver Chesler beleefde hij als The Horrorist met het nummer Flesh is the fever. Deze werd ook verkozen door verschillende hardcore-dj's en producers als beste nummer van 1997. Dat het nummer het ook goed deed bij het grote publiek bleek uit de top-10 notering in de Top 40. Ook scoorde dat nummer in Duitsland zeer goed. Deze plaat werd geremixt door onder andere Flamman & Abraxas.
Een ander bekend nummer van hem is One night in New York City. Dat gaat over een vijftienjarig meisje dat naar New York gaat om te feesten. Zij maakt daar niet alleen kennis met het uitgaansleven, maar ook met drugs en seks(misbruik). Vanwege de controversiële inhoud werd het nummer geweigerd door radiostations in Groot-Brittannië. Anderzijds bereikte dat nummer positie 1 in de Duitse dance lijsten. Het nummer is geremixt door techno-dj's als Chris Liebing, Pascal F.E.O.S., Ricardo Villalobos en Da Goose.
Ook in het nummer The Virus ligt de nadruk op het cynisme. Hierin ontwikkelt een jongen uit een probleemgezin een afkeer van de mensheid. Daarom wreekt hij zich door een dodelijk virus te maken en te verspreiden. Ook hiervan zijn verscheidene remixen uitgekomen.
In 2001 kwam zijn eerste album uit: Manic Panic. Deze was behoorlijk succesvol, met een nummer 1-positie in de Duitse alternatieve hitlijst. Sinds 2006 beschikt Oliver Chesler naast zijn opnamestudio in New York ook over een in Berlijn. Tevens is hij woonachtig in beide steden.

## Pseudoniemen
Oliver Chesler heeft zijn werk uitgebracht onder meerdere namen:
- Arrivers
- Collosal Amoeba (met Timothy O'Keefe)
- DJ Cybersnuff
- DJ Silence
- DJ Skinhead
- DX13 (met Ken Haggarty)
- Disintegrator (met John Selway)
- The Founders (met John Selway)
- The Horrorist
- Koenig Cylinders
- Machines (met John Selway)
- Narcanosis
- Superpower (met Miro)
- Temper Tantrum (met Alexander Chesler en Rob Ryan)